# 小行星5542
小行星5542（英語：5542 Moffatt）是一颗围绕太阳公转的小行星。1978年8月6日，珀斯天文台在珀斯天文台发现了此天体。
这颗小行星的绝对星等为263.744755447869等。